# Northern Pursuit
 Northern Pursuit és una pel·lícula estatunidenca dirigida per Raoul Walsh el 1943.

## Argument
Segona Guerra Mundial 1941, al Canadà: Un grup nazi de sabotejadors desembarca d'un submarí, però és aviat delmat per una allau. El coronel Keller, cap del grup, és l'únic supervivent. Ferit, se n'encarreguen dos agents de la Policia Muntada del Canadà, Steve Wagner i Jim Austen que decideixen lliurar-lo en les autoritats...

## Repartiment
- Errol Flynn: El caporal Steve Wagner
- Julie Bishop: Laura McBain
- Helmut Dantine: El coronel Hugo von Keller
- John Ridgely: Jim Austen
- Gene Lockhart: Ernst
- Tom Tully: L'inspector Barnett
- Bernard Nedell: Tom Dagor
- Rose Higgins: Alice Dagor
- Warren Douglas: El sergent
- Monte Blue: Jean
- Alec Craig: Angus McBain